# Клопотув (Нижньосілезьке воєводство)
Клопотув (пол. Kłopotów, нім. Klaptau) — село в Польщі, у гміні Любін Любінського повіту Нижньосілезького воєводства.
Населення — 102 особи (2011).
У 1975-1998 роках село належало до Легницького воєводства.

## Демографія
Демографічна структура станом на 31 березня 2011 року:
|          | Загалом | Допрацездатний вік | Працездатний вік | Постпрацездатний вік |
| -------- | ------- | ------------------ | ---------------- | -------------------- |
| Чоловіки | 49      | 4                  | 42               | 3                    |
| Жінки    | 53      | 7                  | 30               | 16                   |
| Разом    | 102     | 11                 | 72               | 19                   |